# Akif Islamzade
Akif Islamzade (en azéri : Akif Qədir oğlu İslamzadə), né à Bakou en Azerbaïdjan le 8 août 1948, est un chanteur populaire azeri.

## Biographie
Akif Islamzade est né en 1948. Il est le fils de Sara Gadimova, chanteuse de mugham.
En 1972, Akif Islamzade commence à chanter au Théâtre de la chanson de Rachid Behboudov.
En 1976, il travaille dans l'Orchestre Symphonique Tofiq Ahmedov à la Société nationale d'audiovisuel  d’Azerbaïdjan.
En 1979, il obtient le diplôme de comptabilité de l'Université d'État d'économie d'Azerbaïdjan.

## Fin de la carrière de chanteur
Akif Islamzade perd sa voix en 1986 à cause d'une maladie et depuis lors, il n'apparaît pas sur scène en tant que chanteur. En 1992-1993, il dirige le Département de la culture de la ville de Bakou. Ses chansons, qui continuent de sonner et de ravir les auditeurs, sont toujours interprétées par de nombreuses pop stars russes. Les archives d'Akif Islamzade sont conservées dans le fonds d'or de l'Azerbaïdjan.

## Prix
En 2016, 2017 et 2018, Akif Islamzade a reçu le prix présidentiel pour les artistes et en 2019, une pension personnelle du président de l'Azerbaïdjan pour les travailleurs de la culture et de l'art.
Le 14 août 2023, il a reçu l'Ordre de la Gloire pour ses mérites dans le développement de la culture musicale de l'Azerbaïdjan.